# Fekete Sas Szálloda
A nagyváradi Fekete Sas Szálloda műemlék épület Romániában, Bihar megyében. A romániai műemlékek jegyzékében a BH-II-m-A-01086 sorszámon szerepel.

## Leírása
Adorján Emil jogász, ügyvéd, gyorsíró magánvagyonából építtette a Fekete Sas Palotát, amely Nagyvárad egyik legimpozánsabb épülete volt. A szállodaként funkcionáló épületet Komor Marcell és Jakab Dezső tervezte Adorján Emil és Kenéz-Kurländer Ede nagyváradi ügyvédek megrendelésére.